# Rosa 'Poulsen's Yellow'
'Poulsen's Yellow' (el nombre del obtentor registrado de 'Poulsen's Yellow'® ), es un cultivar de rosa que fue conseguido en Dinamarca en 1938 por el rosalista danés Poulsen.

## Descripción
'Poulsen's Yellow' es una rosa moderna cultivar del grupo Floribunda.
El cultivar procede del cruce de parentales de 'Mrs. W.H. Cutbush' x 'Gottfried Keller'.
Las formas arbustivas del cultivar tienen porte erguido y alcanza a 90 cm de alto. Las hojas son de color verde oscuro y brillante.
Sus delicadas flores de color amarillo mantequilla. Fragancia fuerte. Rosa de diámetro medio de 3". La flor semi doble de 9 a 16 pétalos. En pequeños grupos, capullos altos centrados, floración en forma de copa. 
Florece en oleadas a lo largo de la temporada. Primavera o verano son las épocas de máxima floración, si se le hacen podas más tarde tiene después floraciones dispersas.

## Origen
El cultivar fue desarrollado en Dinamarca por el prolífico rosalista danés Poulsen, en 1938. 'Poulsen's Yellow' es una rosa híbrida triploide con ascendentes parentales de 'Mrs. W.H. Cutbush' x 'Gottfried Keller'.
El obtentor fue registrado bajo el nombre cultivar de 'Poulsen's Yellow'® por Poulsen en 1938 y se le dio el nombre comercial de exhibición 'Poulsen's Yellow'™.
La rosa fue conseguida por hibridación por Svend Poulsen en Dinamarca antes de 1938, e introducida en el mercado danés en 1938 por Poulsen Roser A/S como 'Poulsen's Yellow'.

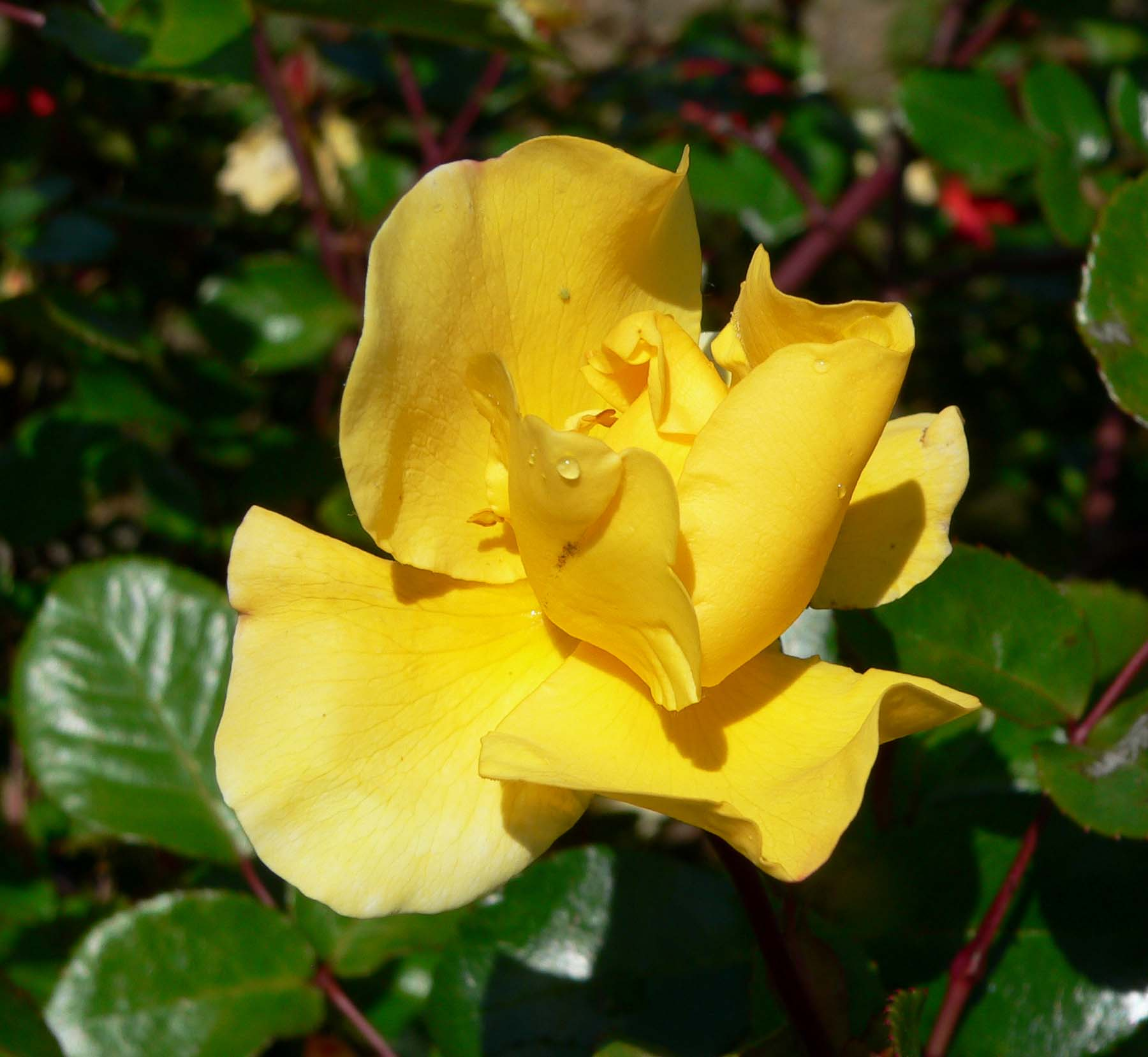
'Poulsen's Yellow'

## Cultivo
Aunque las plantas están generalmente libres de enfermedades, es posible que sufran de punto negro en climas más húmedos o en situaciones donde la circulación de aire es limitada.
Las plantas toleran la sombra, a pesar de que se desarrollan mejor a pleno sol. En América del Norte son capaces de ser cultivadas en USDA Hardiness Zones 6b a 9b. La resistencia y la popularidad de la variedad han visto generalizado su uso en cultivos en todo el mundo.
Puede ser utilizado para las flores cortadas, o jardín. Vigorosa. En la poda de Primavera es conveniente retirar las cañas viejas y madera muerta o enferma y recortar cañas que se cruzan. En climas más cálidos, recortar las cañas que quedan en alrededor de un tercio. En las zonas más frías, probablemente hay que podar un poco más que eso. Requiere protección contra la congelación de las heladas invernales.